# Чорний Іван Володимирович
Іван Чорний (10 квітня 1886, с. Мануйлівка Новомосковського повіту, нині — у складі Дніпра — 23 липня 1938, Дніпро, Україна) — член Мануйлівської «Просвіти» з 1909 і один з її активістів, член ради (1911 — 1914), скарбник (1913, 1914). Член УСДРП. Жертва російського окупаційного терору.

## Життєпис
Ісаак Мазепа називає Чорного серед інших членів УСДРП у числі свідомих і відданих справі. Жандармське управління встановило спостереження за ним з 13 липня 1915, давши «кличку наружного наблюдения» — «Печник». Як і в інших українських робітників, у нього зроблено трус вночі 27 листопада 1915 і, напевне, тоді ж заарештовано.
Активний учасник національно-визвольних змагань 1917. У 1930-х мешкав у Мануйлівці на Нових планах (вул. Березова, 41). Мав нижчу освіту, працював ливарником-формувальником заводу «Світлофор».

### Арешт і розстріл
Заарештований 29 березня 1938. Рішенням трійки УНКВС УРСР по Дніпропетровській області від 10 травня 1938 звинувачений у тому, нібито був учасником контрреволюційної націоналістичної есерівської повстанської організації, і засуджений до розстрілу з конфіскацією
усього йому належного майна. Вирок виконано 23 липня 1938. Місце поховання невідоме. В матеріалах архівної кримінальної справи на день арешту Чорного перераховані члени його родини: дружина Єфросинія Омелянівна, 49 років; син Андрій, 25 років; син Іван, 21 рік і дочка Ніна, 18 років. 
Сестра Чорного Ольга була дружиною просвітянина Дмитра Ризоля. Чорні і Ризолі були сусідами, товаришували. Івана і Дмитра одночасно заарештували, разом і стратили.

### Посмертна реабілітація
Постановою президії Дніпропетровського обласного суду від 25 вересня 1957 постанова трійки УНКВС по Дніпропетровській області від 10 травня 1938 щодо Чорного скасована, а справа закрита у зв’язку з відсутністю складу злочину.